# Hey Baby (Drop It to the Floor)
«Hey Baby (Drop It to the Floor)» (рус. Эй, малышка (Опускайся ниже)) — песня американского рэпера Питбуля, записанная при участии T-Pain, выпущенная 14 сентября 2010 года в качестве главного сингла с шестого студийного альбома Planet Pit. Авторами песни стали Армандо К. Перес, Фахим Наджим и Сэнди Вильгельм.

## Критический прием
Амару Туру из радиоблога Aol показалось, что «сингл сделан на заказ для самых горячих танцполов Южного Пляжа».

## Коммерческий успех
Hey Baby дебютировал на 51 место чарта Billboard Hot 100, и достиг 7 места лишь на восемнадцатой неделе. В мае 2011 года было продано 2 000 000 цифровых копий песни, но она не смогла преодолеть успеха «I Know You Want Me (Calle Ocho)». Позже результат «Hey Baby» был превзойден песней «Give Me Everything».

## Музыкальное видео
Согласно интервью Питбуля для MTV News, клип был снят в Майами, а его премьера состоялась 2 ноября 2010 года. В видео Питбуль и T-Pain в компании девушек отдыхают в клубе.

## Список композиций
- Немецкий CD сингл[5]

1. «Hey Baby (Drop It to the Floor)» (альбомная версия) — 3:54
2. «Hey Baby (Drop It to the Floor)» (радиоверсия) — 3:24

## Чарты и сертификации
| Чарт (2011-12)                      | Лучший результат |
| ----------------------------------- | ---------------- |
| Австралия (ARIA)                    | 10               |
| Австрия (Ö3 Austria Top 40)         | 22               |
| Бельгия/Фландрия (Ultratop 50)      | 24               |
| Бельгия/Валлония (Ultratop 50)      | 21               |
| Канада (Billboard Canadian Hot 100) | 10               |
| Чехия (Rádio — Top 100)             | 8                |
| Дания (Tracklisten)                 | 19               |
| Финляндия (Suomen virallinen lista) | 5                |
| Франция (SNEP)                      | 24               |
| Германия (GfK)                      | 24               |
| Венгрия (Rádiós Top 40)             | 14               |
| Ирландия (IRMA)                     | 32               |
| Новая Зеландия (Recorded Music NZ)  | 23               |
| Шотландия (OCC Scotland)            | 31               |
| Швеция (Sverigetopplistan)          | 17               |
| Швейцария (Schweizer Hitparade)     | 21               |
| Великобритания (OCC UK Hip Hop/R&B) | 9                |
| Великобритания (OCC UK Singles)     | 34               |
| США (Billboard Hot 100)             | 7                |
| США (Billboard Pop Airplay)         | 5                |
| США (Billboard Hot Rap Songs)       | 8                |

| Чарты (2010)                                | Позиция |
| ------------------------------------------- | ------- |
| Австралия (ARIA)                            | 61      |
| Чарты (2011)                                | Позиция |
| songid field is MANDATORY FOR GERMAN CHARTS | 95      |
| Billboard Hot 100                           | 39      |